# Red Earth
Red Earth, conosciuto anche come Warzard (ウォーザード?), è un videogioco di combattimento arcade creato da Capcom nel 1996 ed è stato il primo gioco per Capcom Play System 3.
Non è mai stato trasferito su nessun'altra piattaforma e, sebbene piuttosto diffuso in Giappone, è stato poco distribuito altrove.

## Gioco
Quattro sono i personaggi utilizzabili dal giocatore, e otto quelli comandati dall'intelligenza artificiale; come modalità di gioco ci sono solamente la "Quest" e la "Versus".
La modalità Quest è quella dove il giocatore dovrà cercare, una volta scelto il personaggio, di portare a conclusione l'avventura, liberando il mondo di Red Earth dalle forze oscure che lo hanno invaso; la storia è leggermente differente a seconda del personaggio, ma è comunque composta da otto tappe, oltrepassando le quali si può ottenere esperienza e relativi bonus; differenti sono le località di partenza, in base a quale dei personaggi si è scelto, dato che ognuno di essi è residente in regni collocati geograficamente in diversi continenti.
La modalità Versus è banalmente la modalità a due giocatori uno contro l'altro, ma la scelta tra il roster di 12 personaggi è limitata ai quattro eroi della modalità Quest.
Red Earth dispone di un sistema di salvataggio password: raggiunto un certo livello, ad una determinata difficoltà, viene fornita un password, grazie alla quale sarà possibile riprendere il gioco dalla meta a cui si è giunti, inserendola nella schermata d'inizio.
Gli sprite e gli sfondi ricordano molto lo stile realistico di Street Fighter, anche se sono presenti alcune differenze. Innanzitutto, l'energia degli avversari è mostrata nella parte bassa dello schermo, risultando essere di proporzioni enormi, paragonata a quella del giocatore.
In aggiunta, Red Earth è uno dei pochi giochi Capcom a disporre di "mosse finali" brutali, che includono fendenti verticali od orizzontali in grado di tranciare in due l'avversario, di decapitarlo, di frantumargli gli arti, di mozzargli organi, di dilaniarlo. Anche Darkstalkers, altro prodotto Capcom, mostra simili contenuti, sebbene più moderatamente.

## Ambientazione
Red Earth si svolge su una versione alternativa del pianeta Terra nel XIV secolo (nel 1999 nella versione giapponese); quale che sia la data, le civiltà del Pianeta Rosso sono ancora in uno stadio medievale, non essendoci stata ancora alcuna forma di rivoluzione rinascimentale o tecnologica. Il malvagio Scion vuole sovvertire l'ordine attuale e invia mostri su ogni continente per tentare di dominare il mondo, ma quattro eroi sorgono per salvarlo.
Nelle diverse fasi di gioco compare più volte una mappa del pianeta. Si può così constatare come il Pianeta Rosso sia composto da diversi continenti suddivisi da oceani e somiglia molto alla Terra anche da un punto di vista geografico, tanto che si possono riconoscerne i continenti:
- Luoghi riconducibili all'Europa: in quello che sembra essere il continente europeo ci sono il regno di Savalia (corrispondente grossomodo all'Europa continentale), casa di Leo e occupato da Hauzer, e le Lande Gelate di Icelarn (corrispondenti alla Scandinavia), casa di Tessa e occupate da Hydron. Nella mappa si possono distinguere anche delle isole che ricordano, per la loro posizione geografica, la Gran Bretagna, l'Irlanda, l'Islanda e la Groenlandia.
  - Altri toponimi: in Icelarn si può intravedere la scritta Frost North Plains lungo la costa nord occidentale.
- Luoghi riconducibili all'Africa: in quella che ricorda l'Africa c'è il regno di Sandgypt (un gioco di parole tra sand, sabbia, e Egypt, Egitto), dimora della sacerdotessa Clara e di Ravange. Tra la zona riconducibile con il Maghreb e quella somigliante alla penisola Iberica c'è un'isola inesistente sulla Terra.
  - Altri toponimi: in luogo del deserto del Sahara si trova la scritta Sanada, mentre lungo la costa occidentale c'è scritto Temple of the ancient.
- Luoghi riconducibili all'Asia: è molto diverso il continente geograficamente riconducibile all'Asia. In esso si trova Gora (corrispondente all'Asia continentale), casa di Mai Ling e Lavia, e il regno di Zipang (corrispondente al Giappone), casa di Kenji e di Kongou. A nord ci sono delle isole che ricordano la Nuova Zembla, mentre a sud est ci sono delle isole che, a rigor di logica, dovrebbero rappresentare il sud-est asiatico, nonostante le enormi differenze di disegno.
  - Altri toponimi: in questi continente sono distinguibili due catene montuose, chiamate Uranus (posta in luogo degli Urali tra Asia ed Europa) e Evelious (che potrebbe rappresentare il monte Everest della catena dell'Himalaya). Lungo le coste nordorientali c'è scritto The Black Plains. Al largo delle coste meridionali di Zipang c'è scritto The kingdom of reece.
- Luoghi riconducibili alle Americhe: sono nettamente distinguibili due differenti continenti, uno con le sembianze dell'America meridionale, dove si trova la Cripta di Gi Gi, e uno geograficamente posto in luogo dell'America settentrionale, sebbene non ne abbia le sembianze. Quest'ultimo sub-continente non è giocabile.
  - Altri toponimi: a nord si vede la scritta Indeal Land lungo la costa meridionale, mentre a sud si leggono le scritte Zonama in luogo della Foresta amazzonica, The Crypt lungo la costa orientale e Aundes lungo la catena montuosa in luogo delle Ande.
- Luoghi riconducibili all'Oceania: c'è una grossa isola collocata geograficamente al posto dell'Australia e una più piccola al posto della Nuova Guinea. Nessuno di questi luoghi è giocabile.
  - Altri toponimi: sull'isola principale si trova la scritta Auster.
- Oceani: vengono indicati i nomi di 3 oceani/mari: Mariner tra Europa e Islanda, Mislil Sea a sud ovest dell'Africa e Neword Sea tra America meridionale e Australia.

## Personaggi
Nel gioco sono presenti 12 personaggi, tuttavia solo 4 sono selezionabili. Il giocatore affronterà uno dei 4 personaggi selezionabili solamente nella modalità Versus (contro un altro giocatore), mentre in modalità Quest affronterà gli altri 8 in ordine casuale, tranne il primo (che dipende dal personaggio scelto), il settimo e l'ottavo personaggio (che sono sempre Blade e Scion, nell'ordine).

### Personaggi giocabili
- Leo (doppiato da Daisuke Gōri), re di Savalia (Greedia nella versione nipponica del gioco) e indiscusso guerriero, affronta gli ignoti invasori del suo regno che, sebbene sconfitti, lo maledicono, mutandolo in un essere dalle sembianze di un leone antropomorfo (corpo da uomo, testa e pelo da leone). Tre saggi stregoni tentarono d'aiutarlo, ma fallirono. Leo, nonostante le sembianze, ha comunque continuato, grazie anche alla forza sovrumana ottenuta, a combattere per salvare il suo popolo, tra cui si annoverano tutti i soldati e i civili rapiti dalle forze oscure del potente Hauzer, mostro messo a guardia del suo regno.
- Kenji (Mukuro in War-Zard, doppiato da Yukimasa Kishino) è il caposquadra dei ninja Oniwabanshu, i più potenti e abili a servizio dello Shogun del regno Zipang. Dopo l'invasione del regno da parte di una ignota nave oscura arrivata dal cielo, Kenji parte alla ricerca di indizi che possano essere utili allo Shogun e alla liberazione del regno, nonostante la sua fiducia verso il suo superiore inizi a vacillare.
- Tessa (Tabasa in War-Zard, doppiata da Tomoko Naka), strega e studiosa d'arti magiche antiche, vive tra le Lande Gelate, luogo in cui ha potuto accrescere i suoi poteri e le sue conoscenze senza arrecare danno alcuno agli altri esseri viventi. Ad un certo punto numerosi stormi d'uccelli spiccano il volo e scappano in luoghi a lei sconosciuti. Certa di un fenomeno innaturale, comincia a viaggiare per il mondo per ricercare le possibili cause. Incontra quasi subito Hyron e, una volta sconfitto, comprende che la strana presenza di un mostro marino nelle sue terre è sicuramente legata ai fenomeni innaturali osservati; da lì la decisione di continuare a indagare. Tessa possiede anche la facoltà della premonizione, arguendo all'istante il carattere di una persona o di un essere soprannaturale.
- Mai-Ling (Tao in War-Zard, doppiata da Megumi Urawa), è una giovane e talentuosa praticante d'arti marziali di Gora. Rimpatriando da un torneo d'arti marziali, svoltosi altrove e vinto con semplicità, scopre che il suo villaggio è in fiamme. Lavia, un'arpia incandescente, causa degli incendi, attacca violentemente la fanciulla. Ella, data la sua superiore velocità, riesce a disfarsi del mostro e, iraconda, decide di girovagare per il mondo, in modo da vendicarsi dei responsabili della distruzione del suo villaggio.

### Avversari
- Hauzer è un mostro simile a un tirannosauro ed è il leader di Savalia, il regno che spetta di diritto a Leo. In origine era un fossile che è stato riportato in vita da Scion.
- Hydron (Nool in War-Zard) è un mostro marino che ha aggredito le Lande Gelate dove abita Tessa. Metà mollusco fossile (ammonoidea), metà calamaro gigante, è stato creato da Scion. Usa i tentacoli più grossi per muoversi, mentre con quelli più piccoli brandisce il tridente con cui combatte.
- Ravange (Secmento in War-Zard) è un incrocio tra una sfinge egizia e una chimera greca e risiede nel Sandgypt. Viene animato da una sacerdotessa egizia, Clara Tantra, che unisce il suo potere con quello del leone, della capra, dell'aquila, del drago e del serpente. A ogni sua testa è legata una specifica mossa.
- Lavia (Luan in War-Zard) è un'arpia che ha aggredito Gora, il paese natale di Mai Ling. Essa era originariamente un essere alato benevolo e mite, ma viene trasformata da Scion e diventa crudele e spietata. Sconfiggendola torna al suo stato iniziale.
- Kongou è un'oni giapponese, che risiede nel regno di Zipang, luogo di provenienza di Kenji. A prima vista ha sembianze umane e si spaccia per un certo Tanuma, ma dopo si trasforma e si presenta per quello che è. Di dimensioni gigantesche e dalla pelle rossa, è armato con una pesante mazza chiodata.
- Gi Gi è una statua/automa chavín che risiede in una cripta, in un continente lontano da tutti i precedenti. Ha quattro braccia e in ogni mano brandisce una spada. I suoi sprite sono un esempio di schema di colore asimmetrico. Quando guarda verso sinistra, le parti principali del suo corpo sono di colore rosso, mentre guardando verso destra sono blu. Capcom userà questa tecnica avanzata, sviluppandola ulteriormente, con Gill di Street Fighter III.
- Blade (Jihad in War-Zard) è il luogotenente di Scion, ed è il penultimo avversario da affrontare. Era un tempo il comandante delle guardie di Leo, prima che Scion lo trasformasse in uno smeraldo magico; tale gemma è ora in grado di animare un'armatura vuota, grazie alla quale Blade combatte. È dotato di una spada molto particolare, chiamata Adrayer, composta da cilindri dentellati roteanti, che le danno l'aspetto e la potenza perforante della punta di un trapano. Blade è piuttosto arrogante e sicuro di sé, e affronta il giocatore tenendo sulle spalle uno scomodo mantello rosso; quando ha ricevuto una certa quantità di danni si libera del mantello. Combatte sul ponte della nave volante Darminor.
- Scion (Valdoll in War-Zard) è uno stregone molto potente, avversario finale del gioco. Dichiara di essere il messia del mondo e vuole distruggere la razza umana per crearne una nuova e migliore. Combatte nel castello della nave volante Darimor. Assieme a lui partecipano al combattimento due draghi volanti. Scion è capace di utilizzare una tecnica chiamata Ouke no Sabaki, utilizzata da Anakaris in Darkstalkers, grazie alla quale riesce a rimpicciolire l'avversario facendone mutare la forma: Leo diventa un leoncino, Kenji un insetto, Tessa un piccolo pinguino e Mai Ling una scimmietta. Se si riesce a sconfiggerlo una prima volta, il giocatore dovrà affrontarlo di nuovo sotto un aspetto ancora più mostruoso e potente.